# 红山乡 (长汀县)
红山乡是中国福建省龙岩市长汀县下辖的一个乡。

## 概述
红山乡位于两省四县（长汀县、武平县和江西省的会昌县、瑞金市）交界处，山高林密、地广人稀，全乡210平方公里，仅有人口8300人，11个行政村星星点点分散在大山之中。红山乡是长汀县的主要林区，曾有过“小乡镇、大财政”的辉煌。但近年来，由于木材资源逐渐枯竭，为了保护天然林，县乡政府实行了全封山，原来赖以支撑的林业经济陷入了困境，乡财增长也持续低迷，农民收入增幅下降。乡领导班子经过调研，认为最根本的问题是：红山乡还没有培植一批有强劲支撑力的、能拉动经济增长、促进农民增收的支柱产业。新一届班子提出，红山的出路在于加大公路基础设施改造力度，大打产业攻坚战，实现红山经济发展的新飞跃。

## 行政区划
红山乡共辖11个行政村，分别是：
腊溪村、赤土村、上坪村、中坪村、苏竹村、元岭村、童上村、红段村、苏陂村、山阳村和山车村。

## 中国传统村落
2012年，苏竹村被评为首批“中国传统村落”。